# إيزابيلا فورد
إيزابيلا أورمستون فورد (23 مايو 1855 - 14 يوليو 1924) مصلحة اجتماعية إنجليزية، ومؤيدة لحق المرأة في التصويت وكاتبة. أصبحت متحدثة عامة وكتبت نشرات حول قضايا تتعلق بالاشتراكية والنسوية وحقوق العمال. انخرطت فورد في منظمات نقابية في ثمانينيات القرن التاسع عشر، بعد أن أبدت اهتمامًا بحقوق عاملات المطاحن الإناث في سن مبكرة. كانت أول امرأة تتحدث في مؤتمر لجنة تمثيل العمال (حزب العمال البريطاني لاحقًا)، بصفتها عضوًا في المجلس الإداري الوطني لحزب العمل المستقل.

## النشأة
وُلِدت إيزابيلا فورد في 23 مايو 1855، في هيدنغلي بحاضرة ليدز في شمال إنجلترا. كانت الصغرى بين أطفال ثمانية للكويكرز روبرت لاوسون فورد وهانا (المولودة باسم بيز). كانت أمها من أبناء عمومة الإبطالية إليزابيث بيز نيكول، وكان والدها محاميًا ومالك أراض. درست إيزابيلا وشقيقاتها تحت إشراف معلمات في المنزل، حيث درسن مواد متنوعة وأصبحن طليقات في اللغة الفرنسية والألمانية. دعم والداها مدرسة ليلية لفتيات المطاحن في الطرف الشرقي من ليدز، حيث بدأت إيزابيلا العمل عندما كانت في سن السادسة عشر. منح الاتصال مع هؤلاء الفتيات إيزابيلا وشقيقاتها فهمًا أوسع للاختلافات الطبقية وأورثهن اهتمامًا بظروف العمل. قطعت عهدًا على نفسها، أمام صديقة لها، عندما كانت في الثانية عشرة فقط، بأنها ستعمل على «تحسين واقع العالم».

## النشاط النقابي
ناضلت إيزابيلا في سبيل قضايا عديدة أثناء حياتها، سائرة على نهج والديها الراديكاليين.

### النقابات
انخرطت فورد في النقابات في ثمانينيات القرن التاسع عشر. عملت مع الخياطات اللاتي كن يناضلن في سبيل ظروف عمل أفضل، إذ ساعدتهن في تأسيس نقابة وشاركت في إضرابهن عام 1889. شاركت في مسيرات مع عمال مطاحن مانينغهام في برادفورد في الفترة ما بين 1890 و1891. انتُخبت عضوًا مدى الحياة في مجلس ليدز للنقابات والعمال نظير مشاركتها.

### حزب العمل المستقل
ساعدت في تأسيس حزب العمل المستقل في ليدز وشغلت منصب رئيسة نقابة الخياطات في ليدز. شملت اهتماماتها تنظيم نقابات العمال، والاشتراكية، وحق النساء في التصويت. تغلبت على خجلها الطبيعي لتصبح متحدثة عامة متمرسة، إذ ألقت العديد من الخطب في اجتماعات تتعلق بالاشتراكية وحقوق العمال وتحرير النساء. كتبت العديد من النشرات، بالإضافة إلى الكتابة في عمود لصحيفة ليدز فورورد. انتُخبت عضوًا لمجلس بلدية آدل وإيكوب في ليدز في عام 1895.
زادت فورد تركيزها، بحلول القرن العشرين، على عملها في حزب العمل المستقل، وانتُخبت للمجلس الإداري الوطني لمدة أربع سنوات. أصبحت أكثر انخراطًا في الحركة الوطنية لحق النساء في التصويت، ولكنها شعرت أن النسوية والحركة العمالية مهمتان على حد سواء. ألقت خطبة في المؤتمر السنوي للجنة تمثيل العمال (حزب العمال البريطاني لاحقًا)، في عام 1903، وكانت أول امرأة تفعل ذلك. مكّنتها مهاراتها اللغوية من العمل كترجمانة في التجمعات الدولية للعمال. طُلب منها أيضًا الترشح للبرلمان وزُكيت لتكون مرشحة لمنصب عمدة ليدز، لكنها رفضت.

### حقوق الحيوان
كانت فورد مؤيدة لحقوق الحيوان وكانت نباتية. عارضت استخدام الحيوانات في التجارب وشغلت منصب رئيسة الجمعية الملكية لمنع القسوة على الحيوانات في ليدز. وقّعت فورد، في عام 1896، عريضة رابطة الإنسانية ضد التجريب على الحيوانات.

### حق النساء في التصويت
وصفتها سيلفيا بانكهيرست، بعد مناظرتها عام 1904 مع مارغريت بوندفيلد التي ستصبح سياسية، بأنها «امرأة بسيطة في منتصف العمر، ذات وجه أحمر وتوربان طُوي على شعرها الناعم، وتراءت لي طبيعتها... ألطف وأعمق من طبيعة خصمتها التي تصغرها في السن».

### السلامية
دفع اندلاع الحرب العالمية الأولى فورد إلى إعادة تركيز طاقاتها على الحملات من أجل السلام. ساعدت في تنظيم مسيرة السلام النسائية في 4 أغسطس 1914 (يوم دخول بريطانيا الحرب) في قاعة كينغزواي، وأسست في ليدز فرعًا للرابطة النسائية الدولية وحملة السلام النسائية الصليبية.